# Бахматюк, Олег Романович
Олег Романович Бахматюк (укр. Олег Романович Бахматюк; род. 14 августа 1974, Ивано-Франковск, УССР, СССР) — украинский предприниматель и политик, владелец UkrLandFarming .

## Биография

### Образование
В 1996 году окончил экономико-правовой институт м. Черновцы по специальности «менеджмент в производственной сфере».
В 2005 году окончил Ивано-Франковский национальный технический университет нефти и газа, получив дипломы специалиста по менеджменту и инженера-физика.

### Карьера
В 2001 году основал компанию «Прикарпатская финансовая корпорация».
С 2002 года депутат Ивано-Франковского городского совета, член фракции «Экономическое возрождение», член комиссии городского совета по вопросам планирования финансов, цен и бюджета.
В 2002—2004 годах бизнес-партнер Игоря Еремеева в нефтяном, аграрном бизнесе и газификации области.
В 2003 году купил птицефабрику «Авангард» и создал одноименную компанию.
Основанная в 2003 году Бахматюком «Станиславская торговая компания» за короткое время становится владельцем крупнейшей сети продуктовых магазинов в Ивано-Франковской области (под брендом «Фаворит»). Сеть супермаркетов «Фаворит» была продана компании «Пакко-Холдинг» в 2010 году.
В 2004 году основывает коммерческий банк «Финансовая инициатива».
В 2005 году назначен начальником управления экспертной оценки инвестиций и корпоративного финансирования национальной акционерной компании (НАК) «Нафтогаз Украины», позднее - советник главы НАК «Нафтогаз Украины».
25 июля 2006 года назначен заместителем председателя правления НАК «Нафтогаз Украины».
17 января 2007 года уволен с занимаемой должности в НАК и с государственной службы.
В 2006 году выкупил контрольные пакеты областных газораспределительных компаний (облгазов): «Ивано-Франковскгаз», «Львовгаз», «Закарпатгаз», «Черновцыгаз» и «Волыньгаз».
В 2007 году продал контрольные пакеты облгазов компании  «РосУкрЭнерго АГ».
С 2007 года Олег Бахматюк возглавляет совет директоров агрохолдинга «Авангард».
29 апреля 2010 года украинский агрохолдинг «Авангард» (SPV-компания Avangardco Investments Public Limited) в ходе первичного размещения акций на Лондонской фондовой бирже привлек $216 млн за 20% акционерного капитала.
В 2011 году основал крупнейший вертикально интегрированный агрохолдинг Украины UkrLandFarming (в результате слияния активов с «Авангардом»), являющийся крупнейшим арендатором земель сельскохозяйственного назначения, занимающийся производством зерна и разведением крупного рогатого скота.
С 2011 года, является владельцем VAB Банка. 20 марта 2015 года Национальный банк Украины своим решением ликвидировал VAB банк. Были выведены с рынка и другие украинские банки — в среднем 100 банков из 180 по состоянию на 2014 год. Олег Бахматюк является единственным из бывших владельцев банков, кто неоднократно предлагал государству вернуть задолженность банков, но ответа на свое предложение до сих пор так и не получил.
В марте 2011 года американский журнал «Forbes» оценил состояние Олега Бахматюка в $1 млрд (7-е место среди украинских миллиардеров и 1140-е — в мире).
В апреле 2016 года повторно возглавил совет директоров агрохолдинга «Авангард».

## Бизнес
- в 2011 году вошел в состав учредителей VAB Банка;
- владеет ивано-франковскими СМИ: «Репортер», газета if.ua, «3 студия», «Галицкий корреспондент»;
- Станиславская торговая компания за короткое время стала собственником большинства продуктовых магазинов по всей Ивано-Франковской области и объединила их под брендом «Фаворит»;
- в 2011 году купил компании «Дакор Агро Холдинг» у Данилы Корилкевича и «Райз» у Виталия Цехмистренко (по мнению экспертов, Бахматюк заплатил за «Дакор» около $40 млн, а за «Райз» — более $100 млн);
- в 2013 году купил агрохолдинг Valinor и еще около 20 других агропредприятий.

## Состояние
- 2014 год — состояние Олега Бахматюка $2,676 млрд, 6-е место в рейтинге «100 самых богатых людей Украины» (по версии журнала «Фокус»);
- 2012 год — $1,6 млрд, 8-е место в рейтинге «Золотая сотня» (по версии журнала «Корреспондент»);
- 2011 год — $1 млрд, 8-е место в рейтинге украинского журнала «Forbes Украина»;
- 2011 год — $1,093 млрд, 19-е место в рейтинге «200 самых богатых людей Украины за 2011 год» (по версии журнала «Фокус»);
- 2011 год — $2,2 млрд, 8-е место в рейтинге «Золотая сотня» (по версии журнала «Корреспондент»);
- 2010 год — $700 млн, 18-е место в рейтинге «Золотая сотня» (по версии журнала «Корреспондент»);
- 2010 год — $232,5 млн, 47-е место в рейтинге «200 самых богатых людей Украины за 2010 год» (по версии журнала «Фокус»).

## Семья
Женат. Воспитывает трех дочерей и сына.
Сестра — Наталья Василюк.

## Награды и достижения
- Лауреат общенациональной программы «Человек года-2009» в номинации «Аграрий года».